# Pheia haemapera
Pheia haemapera är en fjärilsart som beskrevs av William Schaus 1898. Pheia haemapera ingår i släktet Pheia och familjen björnspinnare. Inga underarter finns listade i Catalogue of Life.